# Mittweide
Mittweide ist ein Ortsteil der Gemeinde Tauche im Landkreis Oder-Spree (Brandenburg). Mittweide war bis zur Eingemeindung in die Gemeinde Tauche 2001 eine eigenständige Gemeinde.

## Geographie
Mittweide liegt knapp 10 km südwestlich von Friedland und ca. 23 km nordöstlich von Lübben (Spreewald). Die Gemarkung von Mittweide grenzt im Norden und Nordosten an die Gemarkung Trebatsch, im Nordosten auch an die Gemarkung von Sawall, im Südosten an die Gemarkungen von Ressen und Zaue, im Südwesten an die früheren Gemarkungen von Schuhlen und Wiese bzw. die heutige Gemarkung von Schuhlen-Wiese. Im Süden und Südosten bildet der Mittweider Torfgraben über mehr als einen Kilometer die Gemarkungsgrenze zur Ressener Gemarkung.
Die B 87 quert Ort und Gemarkung in Südwest/Nordostrichtung. Eine kleine Straße verbindet Mittweide mit Schuhlen, eine weitere kleine Straße führt nach Zaue.
Südlich des Ortes liegen die leicht anmoorigen Mittweider Wiesen. Sie sind von mehreren Entwässerungsgräben durchzogen, die zum Mittweider Torfgraben ziehen. Hier wurde an einigen Stellen bis nach 1900 Torf gegraben. Höchster Punkt der Gemarkung ist ein namenloser Hügel im Nordwesten der Gemarkung mit 64,5 m ü. NHN. Tiefster Punkt der Mittweider Torfgraben mit ca. 41 m ü. NHN.

## Geschichte
Der Ort wurde 1423 als Metheweide erstmals erwähnt. Die ursprüngliche Dorfstruktur ist nach Rudolf Lehmann nicht mehr zu bestimmen. Sehr wahrscheinlich ist die heutige Struktur mit Siedlungskonzentrationen entlang der Lübbener Straße und der Dorfstruktur den früheren Besitzanteilen geschuldet. Eichler leitet den Namen aus dem Deutschen ab, nach einem Ort, der mitten in der Weide liegt, oder auch die mittlere Weide. Er schließt aber auch eine Namensübertragung von Mittweida im Landkreis Mittelsachsen nicht aus. Mittweide hatte über Jahrhunderte hinweg eine gemeinsame Besitzgeschichte mit Schuhlen, obwohl Schuhlen nur wenige hundert Meter von Wiese entfernt liegt; man würde eher eine gemeinsame Geschichte mit Wiese vermuten. Die Feldmark von Mittweide muss im ausgehenden Mittelalter und frühen Neuzeit größer gewesen sein als die heutige Gemarkung Mittweide, denn nach den Lehnurkunden gehörte auch der Swietensee zum Zubehör von Mittweide. Der Swietensee liegt heute auf der Gemarkung Sawall und gehört somit zum Ortsteil Trebatsch der Gemeinde Tauche.

### Ortsgeschichte
Im Jahr 1708 lebten zwei Bauern, zwei Kossäten und vier Büdner im Ort. 1718 hatte das Dorf 500 Gulden Schatzung, ein niedriger Wert im Vergleich zu den Nachbarorten. 1755 betrug die durchschnittliche Ernte in Dresdner Scheffeln: 292,5 Scheffel Korn, 3 Scheffel Weizen, 98 7/16 Scheffel Gerste, 5 11/16 Scheffel Hafer, 8 13/16 Scheffel Erbsen, 18¾ Scheffel Heidekorn (= Buchweizen), ein Scheffel Hopfen und 4¼ Scheffel Lein. Es sind 101 Konsumenten erwähnt; es ist unklar ob dabei nur Erwachsene oder die Gesamtbevölkerung gemeint ist. 1795 werden sechs Freibüdner erwähnt. 1809 lebten in Mittweide drei Ganzbauern (Vollbauern), acht Ganzkossäten, acht Häusler oder Büdner. 1818 wurden im Ort 24 Häuser registriert, Mittweide hatte 137 Einwohner. Es gab eine etwas außerhalb des Ortskerns liegende Windmühle, zu der ein Wohnhaus gehörte. Die Windmühle ist schon im Schmettauschen Kartenwerk von 1767/87 verzeichnet. Im zur Mühle gehörenden Wohnhaus lebten 1818 sechs Menschen. Die Windmühle lag westlich des Ortskerns, etwas südlich der kleinen Straße nach Schuhlen. 1854 beabsichtigte der Müller Presch die alte Bockwindmühle abzureißen und durch eine neue Bockwindmühle mit zwei Gängen und einer Hirsestampfe zu ersetzen. Diese Windmühle ist noch in der Topographischen Karte 1:25.000 Nr. 3950 Groß Leuthen von 1908 verzeichnet. Ein Bild der Windmühle findet sich im Heimatkalender des Kreises Lübben von 1941.
1840 gab es 25 Häuser, in denen schon 187 Menschen wohnten. Im Urmesstischblatt von 1846 ist der Mittweider Torfgraben als Schiffahrts Graben bezeichnet. An der Straße nach Zaue ist direkt an der Markungsgrenze eine Kiesgrube eingezeichnet. Eine weitere Kiesgrube lag unmittelbar am westlichen Ortsrand. Nördlich des Ortskern ist eine Sandgrube eingetragen.
Beim Sommerhochwasser im Jahre 1854 wurden 120 Morgen Mittweider Wiesen durch Rückstau des Schwielochsees überschwemmt. Es entstand ein Schaden durch Verlust an Heu von 700 Talern, der nach Berghaus aber zu hoch veranschlagt wurde. 1861 wird erstmals auch ein Schulgebäude genannt. 1864 wurden schon 28 Häuser und 257 Einwohner registriert. Es gab nun zwei Windmühlen auf der Gemarkung. Allerdings ist unklar, wo die zweite Windmühle stand.
1860 war die Chaussee von Beeskow bis Trebatsch fertig gestellt. In der Nähe von Mittweide wurde ein Chausseegeld-Einnehmerhaus eingerichtet und ab 1. Mai 1860 das Chausseegeld erhoben.
Die Topographische Karte 1:25.000 Groß Leuthen (3950) von 1903 verzeichnet südwestlich des Ortes eine Kiesgrube. Unmittelbar nördlich des Ortskern befand sich eine Sandgrube. Die Gruben sind heute verfallen.
Bis 1849 war die Gerichtsbarkeit in Händen des Rittergutsbesitzers. Danach kam sie an das Kreisgericht in Lübben (Spreewald). 1878 war das Amtsgericht in Lübben (Spreewald) für Mittweide zuständig. Ab 1952 gehörte Mittweide schließlich in den Amtsbereich des Landgerichts Lübben (Spreewald). Mit der Übertragung der Patrimonialgerichtsbarkeit auf das Kreisgericht in Lübben (Spreewald) wurden Gemeinde- und Gutsbezirk geschaffen. Im Gutsbezirk hatte der Rittergutsbesitzer weiterhin die Polizeigewalt. Zum Gemeindebezirk gehörten 1869 1104 Morgen (1900: 281 ha), zum Gutsbezirk 1797 Morgen (1900: 460 ha). Erst 1929 wurden Gemeinde- und Gutsbezirk zur Gemeinde Mittweide vereinigt.
| Bevölkerungsentwicklung von 1818 bis 2000 | Bevölkerungsentwicklung von 1818 bis 2000 | Bevölkerungsentwicklung von 1818 bis 2000 | Bevölkerungsentwicklung von 1818 bis 2000 | Bevölkerungsentwicklung von 1818 bis 2000 | Bevölkerungsentwicklung von 1818 bis 2000 | Bevölkerungsentwicklung von 1818 bis 2000 | Bevölkerungsentwicklung von 1818 bis 2000 | Bevölkerungsentwicklung von 1818 bis 2000 | Bevölkerungsentwicklung von 1818 bis 2000 | Bevölkerungsentwicklung von 1818 bis 2000 | Bevölkerungsentwicklung von 1818 bis 2000 | Bevölkerungsentwicklung von 1818 bis 2000 | Bevölkerungsentwicklung von 1818 bis 2000 | Bevölkerungsentwicklung von 1818 bis 2000 |
| ----------------------------------------- | ----------------------------------------- | ----------------------------------------- | ----------------------------------------- | ----------------------------------------- | ----------------------------------------- | ----------------------------------------- | ----------------------------------------- | ----------------------------------------- | ----------------------------------------- | ----------------------------------------- | ----------------------------------------- | ----------------------------------------- | ----------------------------------------- | ----------------------------------------- |
| Jahr                                      | 1818                                      | 1846                                      | 1871                                      | 1890                                      | 1910                                      | 1925                                      | 1939                                      | 1946                                      | 1950                                      | 1964                                      | 1971                                      | 1981                                      | 1991                                      | 2002                                      |
| Einwohner                                 | 137                                       | 210                                       | 249                                       | 268                                       | 255                                       | 231                                       | 206                                       | 330                                       | 307                                       | 246                                       | 245                                       | 201                                       | 197                                       | 164                                       |

Die alte Schmiede auf dem Kirchenvorplatz gehört schon seit sieben Generationen der Familie Tornow. Die Schmiede ist nicht mehr in Betrieb und steht unter Denkmalschutz.

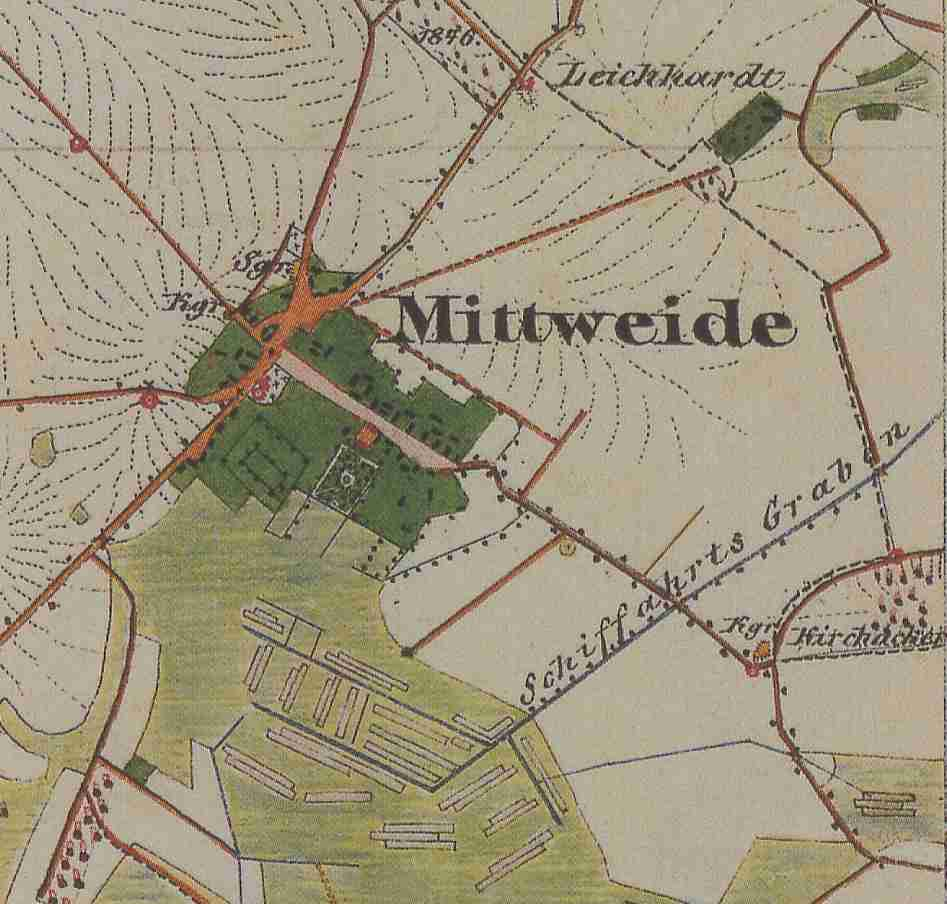
Mittweide auf dem Urmesstischblatt 39 60 Groß Leuthen von 1846

### Frühe Besitzgeschichte
Wie bereits erwähnt, hatten Mittweide und Schuhlen (bis 1938 Skuhlen) bis in das 19. Jahrhundert hinein meist eine gemeinsame Besitzgeschichte. Der Besitz war aber bereits zu Beginn des 16. Jahrhunderts sehr stark zersplittert, die Geschichte der einzelnen Lehnstücke, die sich im Laufe der Geschichte oft verselbständigt hatten, lässt sich z. T. nicht mehr im Detail rekonstruieren. Sicher ist, dass Mittweide zu Ende des 15. Jahrhunderts/Beginn des 16. Jahrhunderts im Besitz der Familie v. Luckowin war. Die v. Luckowin waren eine ursprünglich markbrandenburgische Adelsfamilie, die ihren Besitzschwerpunkt im Land Lebus und später auch in den Herrschaften Beeskow und Storkow hatten. Wahrscheinlich gehörte Mittweide und auch Skuhlen sowie Sglietz zu einem größeren Herrschaftskomplex mit dem Hauptgut in Trebatsch, da alle diese Güter eine frühere Dreiteilung erkennen lassen. Durch weitere Abspaltungen von diesen Drittelstücken verkomplizierten sich die Besitzverhältnisse weiter.
1528 fand in Guben die Musterung der Ritterpferde und der Fußknechte statt. So schickten Rentsch Luckwan, Jost Scaplo und Valten Streumen dem Gut Mittweide und Skuhlen zwei Fußknechte zur Musterung, allerdings ganz one gerethe, nur mit Spießen bewaffnet. Mit Jost Scaplo wird der Vater der obigen Ludwig und Georg von Schaplow genannt.

#### Der Besitz derer von Streumen 1527
Am 17. Oktober 1527 (Dornstag nach Galli) erhielt Valtin Streumen die Belehnung mit seinen Lehnstücken: in Mittweide und Skuhlen ein Drittel der Ober- und Niedergerichte, die er von zu diesem Zeitpunkt schon verstorbenen Georg von Luckowin gekauft hatte, ein Drittel des Zolls, den er von Rentzsch von Luckowin gekauft hatte und der von denen von Dämmen zwischen Leibchel und Mittweide entrichtet werden musste. Er hatte zudem den Anteil von Heinrich von Luckowin in den Dörfern Leibchel, Skuhlen und Sglietz gekauft, darunter auch einen Rittersitz in Leibchel. Valten von Streumen besaß außerdem das Rittergut Ragow in der Herrschaft Beeskow.

#### Der Besitz derer von Schapelow 1538
Sonntags nach Margarethe 1538 wurden die Brüder Ludwig und Georg von Schapelow auf Trebatsch gemeinsam mit folgenden Lehnstücken belehnt: ein Drittel der Ober- und Niedergerichte und zwei Bauern in Mittweide, ein Drittel der Ober- und Niedergerichte in Skuhlen, und vier Bauern zu Skuhlen und Sglietz mit aller Zugehörung. Außerdem erhielten sie ein Drittel des Zolls zu Mittweide, und die Gerechtigkeit auf dem Swietensee. In die gesamte Hand aufgenommen waren ihre Vettern Bartl, Antonius und Hans zu Gussow und Franz zu Quilitz (Neuhardenberg). Da im Text der Lehnurkunde kein Hinweis auf einen Vorbesitzer enthalten ist, folgert Houwald, dass der Erwerb dieses Anteils schon länger zurück liegen musste. In jedem Fall trafen die Besitzverhältnisse sehr wahrscheinlich auch schon für 1527 zu.

#### Der Besitz derer von Luckowin 1527
Am 17. Oktober 1527 (Dornstag nach Galli) wurde Rentzsch Lugkwan zu Mittweide mit seinen Lehnstücken belehnt: ein Drittel der Ober- und Niedergerichte in Mittweide und Skuhlen, ein Drittel am Swietensee und anderen Seen, die zu Skuhlen gehören, und die Freiheit auf dem Schwielochsee. Mit in die gesamte Hand aufgenommen waren seine namentlich nicht genannten Brüder und Vettern. Den dritten Teil des Zolls in Mittweide hatte er bereits vorher an Valtin Streumen verkauft. Aufgrund der geschilderten Besitzverhältnisse folgert Houwald, dass die Familie von Luckowin wahrscheinlich zwei Drittel, die von Schapelow ein Drittel von Mittweide und Skuhlen besaßen.
Um/Nach 1527 hatten die Familien von Luckowien, die von Schapelow und die von Streumen mehr oder weniger große Besitzstücke in Mittweide. Nach den noch dokumentierten Verkäufen, dürften die von Luckowin bis Anfang des 16. Jahrhunderts mindestens zwei Drittel von Mittweide (und Skuhlen) besessen haben. Durch weitere Teilungen und Abspaltungen lässt sich die weitere Besitzgeschichte ebenfalls nicht vollständig rekonstruieren. Immer wieder tauchen Besitzanteile auf, die sich nicht einfügen lassen. Auch die Familiengeschichte derer von Köckritz, die im Besitz eines Drittels folgte, ist äußerst verwirrend und nicht vollständig zu entwirren.

### Besitzgeschichte ab ca. Mitte des 16. Jahrhunderts

#### Der Besitz derer von Luckowin, später von Köckritz
1552 erhielten die Brüder Reinhard und seine Brüder Hans, Max, Bastian und Philipp von Lukowien zu Trebatsch einen Lehnbrief von Landvogt Graf Albrecht Schlick über die Güter Mittweide und Skuhlen, Schon 1546 gestattete Landvogt Schlick dem Reinhard von Luckowin zu Trebatsch vor Mittweide eine Windmühle zu bauen.
Der Besitzanteil des Rentzsch von Luckowin scheint noch vor 1562 an Nicol von Köckritz gelangt zu sein. Nach dem Tod von Kaiser Maximilian erhielt er am 21. August 1577 einen neuen Lehenbrief: über Anteil Mittweide und Skuhlen, so vieln die von Luckwin daran gehabt, ein Drittel des Schwielochsees und anderen zu Skuhlen gehörigen Seen. Mitbelehnt waren seine Brüder Joachim, Abraham, Hans und Poppo zu Drebkau sowie der Vetter Siegmund von Köckritz auf Raakow (bei Drebkau). Nickel von Köckritz scheint ein streitbarer Mann gewesen zu sein, denn er ist vor allem aus zahlreichen Prozessakten bekannten. Einen langwierigen Prozess führte er mit dem Pfarrer von Trebatsch, Peter Torno, weil er seine seelsorglichen Pflichten in Mittweide nicht ordentlich nachkomme. Dem Küster enthielt er seine Besoldung vor, angeblich weil er ebenfalls sein Amt nicht ordentlich versehen habe. Nur wenig später legte er sich auch mit den meisten seiner Nachbarn an, so mit den Brüdern Valten, Jacob, Jost und Georg von Schapelow auf Trebatsch, Otto von Knoblauch auf Trebatsch und Arnt von Röbel, dem auch ein Anteil von Skuhlen, Biegen, Glietz und Leibchel gehörte. Erst 1576 kam es zu einem Schiedsspruch. Einen weiteren Streit hatte er mit den von Schapelow in Trebatsch, beide Parteien warfen sich das Abpflügen der Felder vor. Und schließlich hatte er noch einen Prozess mit einem von Briesen, der das Schulzengut in Skuhlen bewirtschaftete. Diesen hatte er in einem von ihm verschuldeten Streit tätlich angegriffen und verletzt.
Nickel von Köckritz starb vor dem 12. Januar 1581, denn an diesem Tage erhielten seine Söhne Abraham, Joachim und der noch minderjährige Nicol von Köckritz den Lehnbrief über das Dorf Mittweide „soviel von denen v. Luckowin erkauft“, ein Drittel der Ober- und Niedergerichte in Mittweide, den Anteil am Dorf Skuhlen, ein Drittel der Ober- und Niedergerichte in Skuhlen, ein Drittel am Swietensee und anderen gegen Skuhlen gelegenen Seen, und alle Freiheit und Gerechtigkeit auf dem Schwielochsee. Mitbelehnt waren ihre Vettern (Brüder des verstorbenen Vaters) Joachim, Abraham, Hans und Poppo auf Drebkau und Vetter Siegmund von Köckritz auf Raakow (bei Drebkau). Am 7. März 1582 erschienen die drei Brüder Abraham, Joachim und Nicol von Köckritz auf dem Amt in Lübben und empfingen auch formal die Lehen bzw. legten den Lehenseid ab. In der brüderlichen Teilung des Besitzes erhielt Abraham den Anteil Mittweide und Joachim den Anteil Skuhlen. Nicol ist wohl früh und vor 1590 verstorben, denn er kommt in späteren Urkunden nicht mehr vor. Joachim (auf Skuhlen) hatte die Söhne Nicol und Christoph.
Abraham (auf Mittweide) war mit Catharina von Nostiz aus Tormersdorf verheiratet und hatte die Söhne Nicol, Joachim, Hieronymus und Christoph. Im Besitz von Mittweide folgte sein Sohn Hieronymus von Köckritz nach, seine drei Brüder Nicol, Christoph und Joachim 1629 wurden als Mitbelehnte in den Lehnbrief aufgenommen.
Abrahams Sohn Joachim (* 3. Mai 1583 in Bahnsdorf; † 5. Juli 1635) heiratete 1613 Anna von Schlieben, Tochter des Baltzer von Schlieben auf Polsnitz und Braune, und der Anna von Haugwitz aus Hirschstein. Er war kurbrandenburgischer Geheimer Rat und Kanzler der neumärkischen Regierung, und besaß die Güter Zohlow, das Burglehn Zielenzig und einen Anteil von Mittweide. Abrahams Sohn Nicol von Köckritz erwarb von seinem Vetter Nicol (Sohn des Vaterbruder Joachim) dessen Anteil von Skuhlen.
Auf Mittweide saßen 1644 nach Carl von Eickstedt Nickel und Hieronymus von Köckritz zu Mittweide, Abrahams sel. Söhne. Demnach war Christoph (der vierte Sohn des Abraham) also bereits vorher verstorben. Allerdings hatte auch Balthasar Abraham von Köckritz, Sohn des Joachim auf Skuhlen noch einen Anteil an Mittweide. Balthasar Abraham von Köckritz wurde am 30. November 1613 in Bahnsdorf als Sohn des Joachim von Köckritz und der Anna von Schlieben geboren. 1638 heiratete er in Küstrin Dorothea Maria von Schönebeck, Tochter des Hans von Schönebeck auf Ringenwalde. Es wurde ein Ehegeld von 1.000 Talern festgesetzt.
1652 starb (ein) Georg Wilhelm von Köckritz auf Skuhlen ohne Erben und vererbte seinen Anteil an seine Vettern Hieronymus und Christoph sowie Balthasar Abraham von Köckritz auf Mittweide.
Die Herkunft eines Christoph von Köckritz und verheiratet mit Amalie von Drandorf ist ebenfalls unsicher. Er könnte ein Sohn des Joachim von Köckritz auf Skuhlen gewesen sein; er war der zweite Sohn von Nicol von Köckritz des Streitbaren und Erwerbers von Mittweide und Skuhlen. Er starb am 11. Februar 1669 und hatte zumindest einen Sohn, Hans Henning, der mit Ursula Marianne von Luck verheiratet war. Das Paar hatte die Söhne Siegmund Seifried und Christoph Erdmann sowie die Sophia Juliana. 1724 kam es zu einer brüderlichen Teilung der Güter Skuhlen und Mittweide zwischen den Brüdern Siegmund Seifried und Christoph Erdmann von Köckritz. Anscheinend fühlte sich die Schwester Sophia Juliana, verheiratet mit Caspar Siegmund von Geist benachteiligt, denn sie klagte gegen ihren Bruder Siegmund Seifried. Siegmund Seifried verkaufte seinen Anteil an Skuhlen und Mittweide sowie das noch von seinem Vater gekaufte Lehnstück Skuhlen auf dem Sand zwischen 1742 und 1744 an Georg Anton Graf von der Schulenburg auf Lieberose (siehe weiter unter Erbgut Mittweide).
In der zweiten Hälfte des 17. Jahrhunderts werden auch als Anteilseigentümer von Mittweide erwähnt die Brüder Hans Siegmund und Joachim Christoph von Köckritz. Letzterer starb bereits 1690. Vermutlich fiel dessen Anteil dem Hans Siegmund zu, der 1692 auf Mittweide erwähnt ist, weiter 1716/18 und noch 1727.
Hans Siegmund kaufte 1722 auch das sog. Kruglehen zu Mittweide von Gottfried von Wolfersdorf. 1698 kam es zu Differenzen zwischen Hans Henning von Köckritz auf Skuhlen und (Hans) Siegmund von Köckritz zu Mittweide wegen der Besetzung der Pfarrerstelle in Trebatsch. Hans Siegmund von Köckritz hatte einen Sohn Karl Siegmund und drei Töchter Johanna Elisabeth, Anna Margarethe (beide nicht verheiratet) und Eva Christina, verheiratet mit Hans August von Schönfeld auf Werben.
Er war nicht verheiratet und nach seinem erbenlosen Tod am 17. Mai 1744 fiel sein Anteil an die mitbelehnten Brüder Christoph Ludwig und Friedrich Rudolf von Oppen. Sie leisteten am 19. Oktober 1745 den Lehneid.

#### Der Besitz derer von Schapelow
Auch der Besitz derer von Schapelow lässt sich nicht so ohne weiteres verfolgen, zumal in der Schilderung von Houwald offensichtliche Fehler enthalten sind. Am 17. März 1578 erhielten die Brüder Valten, Jacob und Jost von Schapelow sowie ihr minderjähriger Neffe Georg, Sohn ihres bereits verstorbenen Bruders Hans auf Stremmen und Trebatsch den Lehnbrief über zwei Bauern und einen wüsten Hof in Skuhlen, ein Drittel der Ober- und Niedergerichte in Skuhlen, die Fischereigerechtigkeit auf dem Schwielochsee sowie ein Drittel des Zoll zu Mittweide. Die vier Brüder waren die Söhne des Ludwig von Schapelow, der 1538 zusammen mit seinem Bruder Georg mit Skuhlen und Mittweide belehnt worden war. Ludwig von Schapelow hatte vier Söhne, aus erster Ehe mit einer NN. den Sohn Hans († 1576 auf Groß Mehßow), aus der zweiten Ehe mit einer NN. von Schönfeld die Söhne Valten († 1591), Jacob († 1609) und Jobst (verheiratet mit Anna von der Zauche, Tochter des Christoph von der Zauche auf Lamsfeld) sowie vier Töchter, von denen Anna mit Christoph von Birkholz auf Markgrafpieske verheiratet war. Die drei anderen Töchter sind namentlich nicht (sicher) bekannt. Sehr wahrscheinlich war auch Agnes von Schapelow, verheiratet mit NN. von Bernheim und Mutter des Friedrich von Bernheim auf Saßleben eine Tochter des Ludwig von Schapelow. Jacob von Scaplo hatte seinen Sitz in Trebatsch. Bei der Musterung der Ritterpferde 1583 stellte er zusammen mit Otto von Knobloch und Hanß von Minckwitz zwei Ritterpferde für das Gut Trebatsch.
Anscheinend fiel der Erbteil Mittweide und Skuhlen an Georg von Schapelow, den Sohn des früh verstorbenen, ältesten Sohnes Hans von Ludwig. Auch dieser ist früh (vor 1598) verstorben und so fiel der Anteil Mittweide und Skuhlen an seinen Vetter Ludwig, Sohn des Jobst/Jost von Schapelow und der Anna von der Zauche auf Stremmen. Ludwig hatte noch einen Bruder Christoph, der 1600 an der Universität von Frankfurt (Oder) immatrikuliert war, jedoch 1620 als non compos mentis bezeichnet wurde. außerdem hatte er noch eine Schwester NN., die mit Johann von Hobeck auf Sarkow verheiratet war. Ludwig verheiratete sich am 22. November 1595 mit Barbara von Wiedebach, Tochter des kurfürstlich-brandenburgischen Rats, Hofmarschall und Kanzler Nickel von Wiedebach auf Stradow und Jessen. In dem Lehnbrief vom 9. September 1598 für Ludwig und seinen damals noch minderjährigen Bruder Christoph wird das Lehnstück wie folgt beschrieben: zwei Bauern zu Mittweide, das Vorwerk Skuhlen mit zwei Kossäten, einen wüsten Bauernhof, ein Drittel an den Ober- und Niedergerichten und ein Drittel am Zoll zu Trebatsch, der von Rentz von Luckowin gekauft worden war. Mit den Erbteilungen unter den Schapelows waren die Lehnstücke anscheinend weiter verkleinert worden und hatten für kurze Zeit ihre eigene Geschichte. Die Ehe des Ludwig von Schapelow mit der Anna von Wiedebach blieb kinderlos. 1631 war das Lehnstück im Besitz des Joachim Ernst von Knobloch, der es am 31. Januar 1631 seinem Bruder Siegmund  käuflich überließ. Er muss vorher im Besitz des Zacharias von Knobloch gewesen sein, der am 12. Juli 1622 damit belehnt worden war. Die von Knobloch waren aber auch in den Besitz des von Streumenschen Anteils gekommen, wobei im Einzelnen nicht mehr festzustellen ist, welches Lehnstück aus welchen der drei ursprünglichen Anteile hervorgegangen ist.

#### Der Besitz derer von Streumen
1538 wurde Friedrich von Streumen der Jüngere mit dem Dorf Groß Leine, das sein Vater Friedrich der Ältere von Georg von der Zauche erkauft hatte belehnt, außerdem mit allem was sein Vater zu Mittweide und Skuhlen an Bauern, Äckern, und Gründen hatte, einschließlich von einem Drittel der Ober- und Niedergerichte, dem dritten Teil des Swietensees und anderen zu Skuhlen gehörenden Seen und die Gerechtigkeit auf dem Schwielochsee sowie den dritten Teil des Zolls in Mittweide, den er von Rencz Luckwan gekauft hatte. Friedrich der Jüngere war wohl der Neffe des 1527 genannten Valten von Streumen. 1544 verkaufte Friedrich von Streumen seinen Anteil an Mittweide (ein Drittel), sein Drittel an Skuhlen und den dritten Teil des Zolls zu Mittweide an Ernst und Otto von Knobloch zu Trebatsch, die am 15. März 1544 und erneut am 17. April 1545 die Belehnung von Landvogt Schlick erhielten. Mitbelehnt wurden ihre Vettern Lorenz, Arnt, Hans, Joachim und Klaus die Knobloch zu Pessin und Ferchesar. Friedrich von Streumen hatte zwei Jahre zuvor, 1542, die beiden Dörfer Pretschen und Wittmannsdorf gekauft.
Am 1. Oktober 1578 erhielt ein anderer Otto von Knobloch die Belehnung mit Skuhlen und Mittweide. Mitbelehnt waren seine Brüder Georg, Siegmund, Ernst, Wolf und Eustach von Knobloch, die nur die Söhne von einem der 1548 belehnten Knoblochs, Ernst oder Otto gewesen sein können. In der Folge wurde nun dieses Lehnstück weiter aufgeteilt, so das Vorwerk Skuhlen wie auch das Kruggut Mittweide, das längere Zeit nach dem Dreißigjährigen Krieg als eigenes Lehnstück behandelt wurde.
Am 12. Juli 1622 wurde Zacharias von Knobloch auf Trebatsch mit dem Vorwerk in Skuhlen und einem Anteil Mittweide belehnt. Er war sicher ein Nachkomme des Otto oder von einem seiner Brüder. Nach dem Tod des Zacharias, der ohne Leibeserben starb, wurden am 12. Januar 1629 seine Brüder Joachim Ernst und Siegmund mit Vorwerk Skuhlen und Anteil Mittweide belehnt. Am 31. Januar 1632 verkaufte Joachim Ernst von Knobloch das Gut Trebatsch mit dem Vorwerk Schuhlen und Anteil Mittweide an seinen Bruder Siegmund. Bei der Heirat von Siegmund von Knobloch auf Trebatsch und der Anna Magdalena von Pannewitz von Klein Gaglau (Klein Gaglow bei Cottbus, heute Ortsteil von Kolkwitz), einer Tochter des Wolf von Pannewitz und der Anna Maria von Ponikau, im Jahre 1643 wurde ein Ehegeld von 1400 Talern festgesetzt.
Nach den Zerstörungen des Dreißigjährigen Krieges wurden zumindest einige der kleinen Lehnstücke wieder vereinigt. Es muss auch damit gerechnet werden, dass einige der Lehnstücke, oft nur Zinsen auf Bauerngüter, nicht wieder aufgebaut wurden.

### Der Besitzstand Mitte des 18. Jahrhunderts
Die starke Zersplitterung der Anteile und die teilweise Wiedervereinigung der Anteile nach dem Dreißigjährigen Krieg führten dazu, dass in Mittweide im Wesentlichen zwei Anteile übrig geblieben waren. Kleinere Anteile (jeweils ein Bauer) waren noch mit Anteilen am Kruggut in Skuhlen verbunden, das hier nicht weiter betrachtet wird.

#### Das Kruggut Mittweide
Aus den verschiedenen Besitzanteilen bildete sich in der ersten Hälfte des 17. Jahrhunderts das Kruggut Mittweide heraus. Erstmals erwähnt ist es am 20. Dezember 1638 als Georg Kurt von Knobloch zunächst einen Mutzettel, dann auch den Lehnbrief des Landvogts von Promnitz erhielt über den ihm in der vetterlichen Teilung zugefallenen Krug zu Mittweide. Der Krug in Mittweide war zunächst ein Zubehör zu einem Anteilgut von Trebatsch. Georg Kurt hatte den Krug als das fürde theill (vierte Teil) von einem Erbe geerbt, den sein Vetter Zacharias von Knoblauch bei seinem Tod hinterlassen hatte. Der Krug in Mittweide bestand sicher schon vorher, er war aber nie gesondert erwähnt worden. Mitbelehnt waren Siegmund von Knobloch auf Trebatsch und die Brüder Wolf und Hans Ernst auf Pessin und Ferchesar, die Söhne des bereits verstorbenen Friedrich von Knobloch. Georg Kurt von Knobloch war mit Catharina Elisabeth von Kracht verheiratet. Mülverstedt listet zwei Ehestiftungen mit demselben Datum 11. November 1645 auf, einmal über 530 Taler und einmal über 535 Taler. Bei der zweiten Eintragung folgt eine Bestätigung vom 20. Juni 1660. Georg Kurt von Knobloch starb früh am 31. Januar 1661 unter Hinterlassung von zwei noch minderjährigen Söhnen, Hans Siegmund und Curt Otto, die unter die Vormundschaft des Nicol von Maltitz auf Wolfersdorf (Wulfersdorf) kamen. 1671 suchte Hans Siegmund, auch im Namen seines Bruders die Lehen seines Vaters nach. Beide Brüder standen in Kriegsdiensten, Curt Otto starb in Ungarn 1678 und Hans Siegmund im selben Jahr in Brabant. Letzterer war mit Anna Juliane von Pentzig verheiratet, mit der er zwei Töchter und den Sohn Hans Christoph hatte, der zum Zeitpunkt seines frühen Todes noch unmündig war und bald nach dem Vater starb. Die Tochter Catharina Elisabeth heiratete den Hans Jochen von Hobeck und Elisabeth Juliane den Christoph Siegmund von Bomsdorf. Die mitbelehnten Vettern hatten die Lehensbefolgung nicht ordnungsgemäß beachtet, und so fiel das Lehen als erledigtes Mannlehen an den damaligen Landesherrn Herzog Christian von Sachsen-Merseburg heim. Der Krug in Mittweide war immer noch mit einem Anteil in Trebatsch verbunden; dieser Anteil gehörte jedoch zur Mark Brandenburg und war daher nicht an Herzog Christian gekommen. Dieses Gut war verpachtet.
1679 baten die Mutter des Hans Siegmund, Catharina Elisabeth von Kracht, die das Gut nach dem Tod ihres Mannes Georg Kurt verwaltet hatte, und deren verwitwete Schwiegertochter Anna Juliane von Pentzig um die Überlassung des lehnfälligen Kruggutes zu Mittweide zum Nießbrauch und als Weiberlehn. Zu diesem Zeitpunkt war das Kruggut allerdings verödet, die Gebäude waren verfallen und es sei seit 50 Jahren nicht mehr gebraut worden, so wurde berichtet. Zum Gut gehörten drei Hufen Landes, auf denen nicht mehr als drei bis vier Kühe, drei Ochsen, zwei Pferde und drei Kälber gehalten werden könnten, da keine Wiesen dabei waren. Zu dieser Zeit war das Kruggut vermietet und brachte 22 Scheffel Korn, ein Malter Hafer und 10 Taler Dienstgeld ein.
Nach wiederholten Eingaben, auch aufgrund der unklaren Verhältnisse über die Ehegelder, die auf dem Kruggut standen und der Meliorationskosten gab Herzog Christian 1682 schließlich dem Ersuchen statt, und überließ Catharina Elisabeth von Kracht, ihren vier Töchter, der Schwiegertochter Anna Juliane von Pentzig und deren zwei Töchtern das Kruggut zu Mittweide auf Lebenszeit. Nach dem Tode der letzten Genannten solle das Gut jedoch wieder an die Rentkammer seines Herzogtums zurück fallen. Noch vor 1682 waren aber zwei Töchter der Catharina Elisabeth gestorben. Sie bat außerdem um die freie Überlassung des auf ihre Kosten und unabhängig vom Kruggut gebaute gebauten Wohnhaus in Mittweide. 1698 erscheinen auch die von Bredow als Mitbelehnte am Kruggut in Mittweide. 1702 waren Catharina Elisabeth von Kracht und ihre beiden Töchter anscheinend verstorben, denn am 1. Juli 1702 traten Anna Juliane von Pentzig, verwitwete von Knobloch und nun wieder verheiratete von Maltitz (mit Joachim Ernst von Maltitz) und ihre beiden Töchter das Nießbrauchrecht am Kruggut Mittweide an den Obristwachtmeister Ulrich Gottfried von Wolfersdorf, Amtshauptmann zu Neuzauche gegen die Zahlung von 400 Gulden ab.  Mitbelehnt war Friedrich Gottfried von Wolfersdorf.
1722 kaufte Hans Siegmund von Köckritz das sog. Kruglehen oder Kruggut zu Mittweide von Gottfried von Wolfersdorf. Am 18. Januar 1724 erhielt Georg Erdmann von Oppen wegen der Mitbelehnschaft am Lehnkrug von Mittweide einen Mutschein.  Ein weiterer Mitbelehnter war sein mutmaßlicher Bruder Heinrich (Hans) Friedrich von Oppen.  Hans Siegmund von Köckritz starb wohl noch 1731. Am 17. Januar 1732 wurde sein Sohn Karl Siegmund mit dem Kruggut Mittweide belehnt. Er hatte auch die Gesamte Hand am Anteil Skuhlen auf dem Sande. Am 17. Mai 1744 starb Karl Siegmund völlig überraschend ohne Leibeserben. Das Kruggut wäre nun an die Mitbelehnten Georg Erdmann und Heinrich Friedrich von Oppen gefallen, letzterer war schon verstorben und Georg Erdmann starb 1745 und konnte das Lehn nicht mehr in Empfang nehmen. Das Lehen fiel nun zur Hälfte an die vier Söhne von Georg Erdmann von Oppen (Joachim Erdmann, Georg Friedrich, Johann Niclas und Gottfried Ulrich) und zur Hälfte an die zwei Söhne des Heinrich Friedrich von Oppen, Christoph Ludwig und Friedrich Rudolf. Der Major Christoph Ludwig und sein Bruder Friedrich Rudolf leisteten am 19. Oktober 1745 den Lehnseid für die ihnen zugefallene Hälfte ab. Die Söhne des Georg Erdmann, der Major Georg Friedrich, der Hauptmann Joachim Erdmann und der Leutnant Johann Niclas leisteten den Lehnseid erst am 18. Oktober 1752. Der vierte Bruder Gottfried Ulrich hatte sich nicht gemeldet. Am 1. Dezember 1756 erhielten die von Oppen einen gemeinsamen Lehnbrief vom sächsischen Kurfürsten Friedrich August II. (als polnischer König August III.). Christoph Ludwig war inzwischen gestorben und an seine Stelle waren seine beide Söhne Moritz Ludwig und Friedrich Rudolf getreten. Zwischenzeitlich hatte sich Eva Christina von Schönfeld (geb. von Köckritz) in den Besitz des Lehens gesetzt. Mit dem Lehenbrief von 1756 waren die letzten rechtlichen Zweifel ausgeräumt und die von Oppen verkauften das Kruggut Mittweide am 21. März 1757 an Georg von Maltitz auf Wiederkauf. Vermutlich hatten die andren Vettern von Oppen kein großes Interesse an dem doch vergleichsweise kleinen Lehen, jedenfalls erhielt nur Moritz Ludwig weitere Lehnbriefe am 8. Juli 1761 und am 27. April 1765. Noch im selben Jahr verkaufte er das Kruggut Mittweide weiter an Georg Graf von der Schulenburg, der am 10. November 1767 mit dem Anteil belehnt wurde. Auch dieses (Mann-)Lehen wurde 1777 zusammen mit dem Kruggut in Skuhlen und einem weiteren Anteil an Mittweide, den er ebenfalls erworben hatten in ein Erblehen umgewandelt.
Von 1757 bis 1763 führte Georg Anton Graf von der Schulenburg einen Rechtsstreit mit Georg von Maltitz, dem Pächter auf Schlepzig und Pfandbesitzer des Kruggutes, der sich angeblich die Schafhütung bei dem Kruggut zu Mittweide angemaßt hatte.

#### Der Kruganteil Skuhlen
An dem sogenannten Kruganteil Skuhlen, dessen größerer Teil in Skuhlen lag, haftete ebenfalls noch ein Anteil in Mittweide (zwei Bauern). Um 1754 kaufte Ernst Abraham von Stutterheim diesen Lehnanteil, verkaufte ihn 1765 an Graf Georg Anton von der Schulenburg.

Georg Anton von der Schulenburg (1706–1778)

#### Das Erbgut Mittweide
Die ältere Besitzgeschichte ist bereits unter dem Kapitel Der Besitz derer von Luckowin, später von Köckritz beschrieben. Aufgrund des nachweislich recht kleinen Kruggutes (3 Hufen) muss der wesentlich größere Anteil von Mittweide, das ja ursprünglich in drei Drittel geteilt war in diesem sogenannten Erbgut konzentriert worden sein.
Georg Anton Graf von der Schulenburg auf Lieberose hatte diesen Anteil 1744 aus der Erbmasse des kinderlos verstorbenen Karl Siegmund von Köckritz erworben. Zwischen 1744 und 1748 wurde dieser Anteil von Mittweide in ein Allodium umgewandelt. 1757 bis 1763 führte er einen Rechtsstreit mit Georg von Maltitz, dem Pächter auf Schlenzig und zeitweiligen Pfandinhaber des Kruggutes Mittweide, der sich angeblich die Schafhütung bei dem Kruggut zu Mittweide angemaßt hatte. 1767 konnte von der Schulenburg auch das Kruggut in Mittweide von den von Oppen bzw. dem Pfandinhaber Georg von Maltitz erwerben. Im selben Jahr kaufte er auch das Kruggut in Skuhlen (mit dem ein kleiner Anteil von Mittweide verbunden war) und den Anteil Skuhlen auf dem Sande von Ernst Abraham von Stutterheim. Damit waren alle Besitzanteile von Mittweide und Skuhlen wieder in einer Hand vereinigt. Auch diese Anteile wurden in Erbe umgewandelt.

### Nach der Vereinigung der Besitzanteile (nach 1767)
Georg Anton von der Schulenburg bewirtschaftete seinen Besitz in Mittweide und Skuhlen natürlich nicht selber, sondern stellte einen Pächter an, einen gewissen Dommel, der wohl 1763 gestorben ist. 1763 kam es zu einem Prozess, weil er die Erben des Pächters Dommel vorzeitig aus dem Pachtvertrag entlassen hatte. 1772 war ein Johann Carl Schwattke, Pächter der Güter Schulen (Skuhlen) und Mittweide.
Nach dem Tod des Georg Anton am 6. Dezember 1778 kam es zu einem Erbschaftsstreit um den riesigen Besitz (u. a. Standesherrschaft Lieberose, Standesherrschaft Leuthen, Lamsfeldsche Güter und diverse andere Dörfer). Georg Anton hatte nämlich die Allodialgüter den Kindern seiner Schwester Sofie Henriette verh. Gräfin von Podewils vermacht. Die Lehngüter sollten an die Familie von der Schulenburg fallen.
Mittweide und Skuhlen als Allodialbesitz kamen an die Kinder seiner verstorbenen Schwester Sofie Henriette von der Schulenburg, verheiratete von Podewils. Anscheinend einigten sich die drei Podewilsschen Erben (Friedrich Werner, Carl Ernst Georg und Sofie Christina Dorothea). In der 1779 folgenden Erbteilung unter den Podewilsschen Erben erhielt Carl Ernst Georg Graf von Podewils die Dörfer Mittweide, Mochlitz und Skuhlen für 19.000 Taler. 1780 wurden die verschiedenen Anteile von Mittweide und Skuhlen taxiert. Das Erbgut Mittweide 10.000 Taler, das Kruggut Mittweide 3.300 Taler, Kruggut Skuhlen 4.800 Taler, sog. Kottwitzscher Anteil Skuhlen und Köckritzscher Anteil Skuhlen, keine Angaben. Carl Ernst Georg Graf von Podewils starb am 3. Juni 1789 ohne Leibeserben. Die beiden Geschwister Friedrich Werner und Sofie Christina Dorothea erbten seinen Anteil, über den sie am 16. März 1790 den Erblehnbrief erhielten. Durch den Erbvergleich der beiden Geschwister fiel Mittweide und Skuhlen seiner Schwester Sofie Christina Dorothea zu. Sofie Christina Dorothea starb am 14. August 1802. Erbe war durch einen Erbvergleich unter den beiden Kindern aus zweiter Ehe, August Ferdinand Graf von Haeseler und Friederike Caroline geschiedene von Berg. Durch einen Erbvergleich fiel Mittweide und Skuhlen an August Ferdinand Graf von Haeseler. Vermutlich um 1800 wurde der Besitz neu geordnet und in diesem Erbvergleich taucht zum ersten Mal die Bezeichnung Rittergüter für Mittweide und Skuhlen auf.
Das Rittergut Mittweide und Schuhlen wurde 1821 von Graf Friedrich August Leopold v. Beust für 40.000 Taler gekauft. Er war mit Caroline Friederike Freiin von Reitzenstein verheiratet. 1828 werden als Besitzer von Mittweide die Erben des Ministers Grafen von Beust genannt. Erbin war seine Tochter Caroline Christiane Luise Flavie Gräfin v. Beust. Sie war mit Carl August Wilhelm Heinrich Herrmann von Staff genannt von Reitzenstein verheiratet, der nach Berghaus seit 1842 Besitzer der beiden Rittergüter war.
Am 4. April 1844 verkaufte Carl August Wilhelm Heinrich Herrmann von Staff genannt von Reitzenstein die Rittergüter Mittweide und Skuhlen an Eugen Friedrich Wilhelm Schmiel; der Kaufpreis betrug 46.000 Taler. Nach Berghaus hatte das Rittergut 1853 Mittweide eine Größe von 1792 Morgen. Davon entfielen 963 Morgen auf Äcker, 94 Morgen auf Wiesen und 336 Morgen auf Forst. Die Schatzung für Mittweide betrug 500 Taler.
1856 war das Gut in Mittweide verpachtet an einen Amtmann Koeber. Rauer nennt für 1857 noch Eugen Friedrich Wilhelm Schmiel als Besitzer der beiden Rittergüter.
Für 1861 nennen Riehl und Scheu einen Besitzer von Bomsdorf, während Adolf Frantz (1863) ihn S. von Bornsdorf nennt. Es handelt sich um einen Baron von Bomsdorf.
Das Generaladressbuch von 1879 nennt Heinrich Wallach (1836–1904) als Besitzer der beiden Rittergüter. Zum Rittergut Mittweide gehörte eine Brennerei und eine Ziegelei. Die Größe wird mit 454,18 ha angegeben, davon waren 283,80 ha Acker, 31,66 ha Wiesen, 21,67 ha Hutung und 117,05 ha Wald. Der Grundsteuerreinertrag ist mit 2136,54 beziffert. Er dürfte die beiden Rittergüter allerdings schon vor 1864 gekauft haben, denn er ist schon 1864 als Besitzer von Mittweide belegt. Er ist 1864 als Feuer-Polizei-Kommissarius auf. Er war mit Mathilde Siegfried verheiratet. 1896 ist unter der Rubrik Züchtung specieller Viehrassen Schweizer Vieh angegeben. Am 22./26. Januar 1897 kaufte die Hofkammer des Königlich-Preußischen Hausfideikommiss die Rittergüter Mittweide und Skuhlen um 300.000 Mark von Heinrich Wallach zurück. 1929 waren Mittweide und Skuhlen Staatsdomäne. Nach dem Krieg wurde das Gut Mittweide aufgeteilt. In Mittweide bildete sich die  LPG Typ I „40.Jahrestag“ Mittweide.

### Der Krug in Mittweide
1679 berichtete der Landesälteste von Zittwitz, dass die Gebäude des sog. Kruggutes zwar nun seit fast 50 Jahren verfallen seien, früher sei es aber einmal tatsächlich ein Krug mit Braugerechtigkeit gewesen sei. Es sei auch ein Ausspann der Fuhrleute an der Straße von Frankfurt nach Lübben gewesen. Auch ein Stall für die Fuhrmannspferde sei nicht mehr vorhanden. Der Krug kann nach dieser Beschreibung nur an der B 87, die in Mittweide der Lübbener Straße genannt wird, gelegen haben.
Später etablierte sich aber wieder ein Krug in Mittweide. Am 7. August 1836 brannte das Haaschesche Kruggut in Mittweide ab. Er wurde wieder aufgebaut und ist noch heute die Dorfschenke.

### Politische Zugehörigkeit
Mittweide gehört zur Niederlausitz und wurde nach der Herauslösung der Herrschaften Beeskow und Storkow aus der Niederlausitz und deren Angliederung an die Mark Brandenburg Mitte des 16. Jahrhunderts Grenzort. Innerhalb der Niederlausitz wurde es zum Krumspreeischen Kreis, im 18. Jahrhundert auch schon Lübbenscher Kreis genannt, gerechnet. Nach dem Übergang der Niederlausitz an Preußen 1815 verblieb Mittweide beim Kreis Lübben. Mit der Kreisreform 1872/74 wurden in den Kreisen Amtsbezirke gebildet. Mittweide wurde dem Amtsbezirk 10 Zaue zugeordnet, zusammen mit Zaue, Skuhlen, Ressen und Guhlen. Amtsvorsteher war der Rittergutsbesitzer auf Mittweide Heinrich Wallach, sein Stellvertreter Freiherr Ernst Otto von Houwald auf Leibchel.
Auch nach der ersten Kreisreform von 1950 in der damaligen DDR verblieb Mittweide zunächst beim neu zugeschnittenen Kreis Lübben. Mit der zweiten, umfassenden Kreisreform und der Bildung der Bezirke in der DDR kam Mittweide zum Kreis Beeskow im Bezirk Frankfurt (Oder). Der Kreis Beeskow wurde nach der Wende 1990 noch in Landkreis Beeskow umbenannt.
1992 wurde Mittweide nach § 1 Abs. 4 der Amtsordnung per Ministerbeschluss dem Amt Tauche/Trebatsch zugeordnet. 1993 bildete der Landkreis Beeskow zusammen mit den Kreisen Eisenhüttenstadt und Fürstenwalde sowie der der kreisfreien Stadt Eisenhüttenstadt den neuen Landkreis Oder-Spree. 1994 wurde das Amt Tauche/Trebatsch in Amt Tauche umbenannt. Zum 31. Dezember 2001 schlossen sich die Gemeinden Briescht, Falkenberg, Giesensdorf, Görsdorf (bei Beeskow), Kossenblatt, Lindenberg, Mittweide, Ranzig, Tauche, Trebatsch und Werder/Spree zur neuen Gemeinde Tauche zusammen. 2003 kam noch Stremmen dazu und das Amt Tauche wurde aufgelöst. Seit 2001 ist Mittweide daher ein Ortsteil der Gemeinde Tauche. Im Ortsteil wird ein Ortsbeirat bestehend aus drei Mitgliedern gewählt, die aus ihren Reihen den Ortsvorsteher wählen. Ortsvorsteherin ist (2018) Dr. Kerstin Mettke.

### Kirchliche Zugehörigkeit
Mittweide hatte schon im Spätmittelalter eine eigene Kirche, war im 18. Jahrhundert Tochterkirche von Trebatsch. 1818 war Mittweide Mutterkirche in der Sedes Beeskow. 1840 und 1864 war es wieder Tochterkirche von Trebatsch. Heute gehört die Kirchengemeinde Mittweide mit Schuhlen zum Sprengel Groß Leuthen-Zaue im Evangelischen Kirchenkreis Niederlausitz.

## Denkmale und Sehenswürdigkeiten
Die Denkmalliste des Landes Brandenburg für den Landkreis Oder-Spree verzeichnet folgende Bau- und Bodendenkmale.

### Baudenkmale
- Dorfkirche Mittweide, Alte Dorfstraße
- Dorfschmiede in der Lübbener Straße

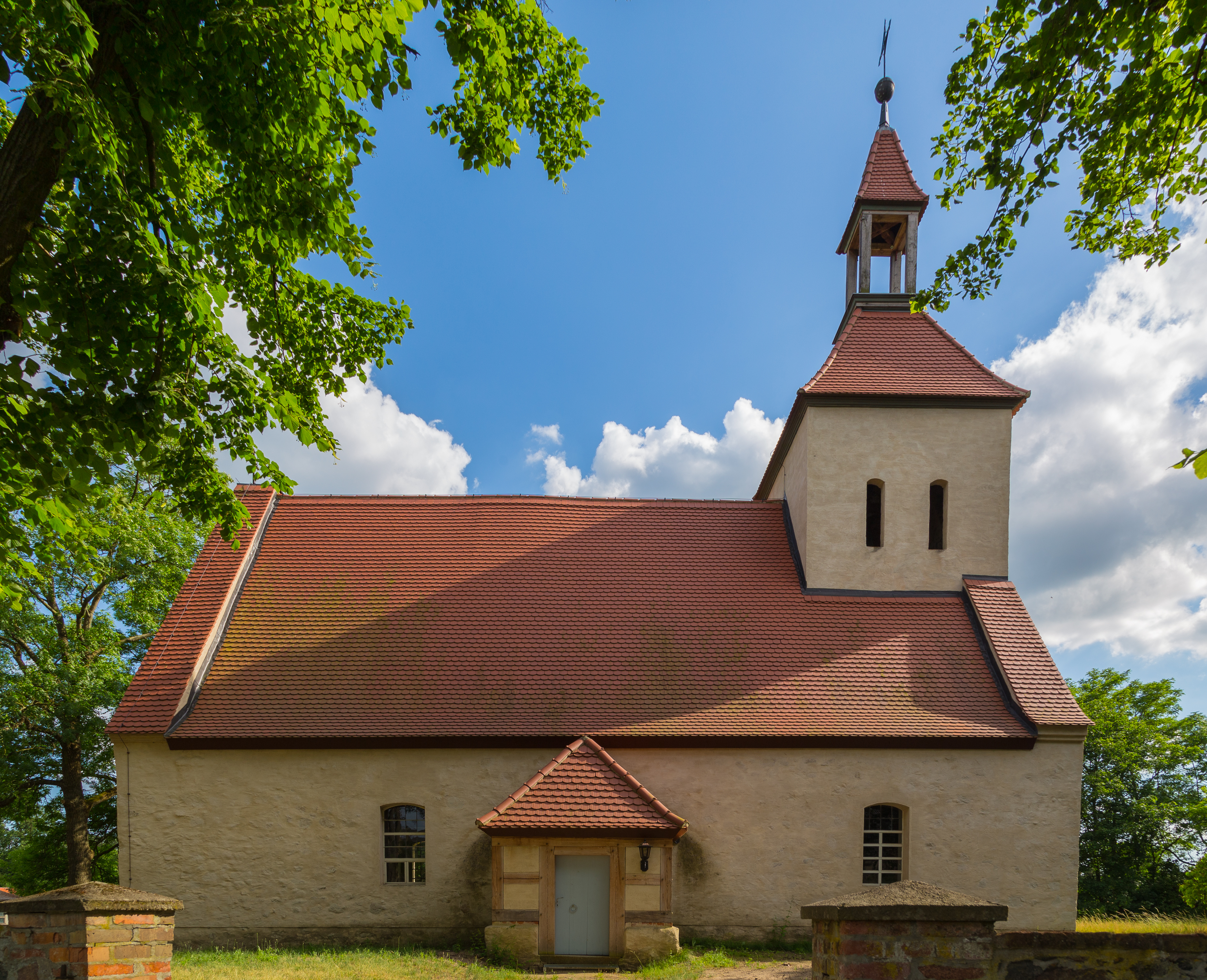
Dorfkirche Mittweide

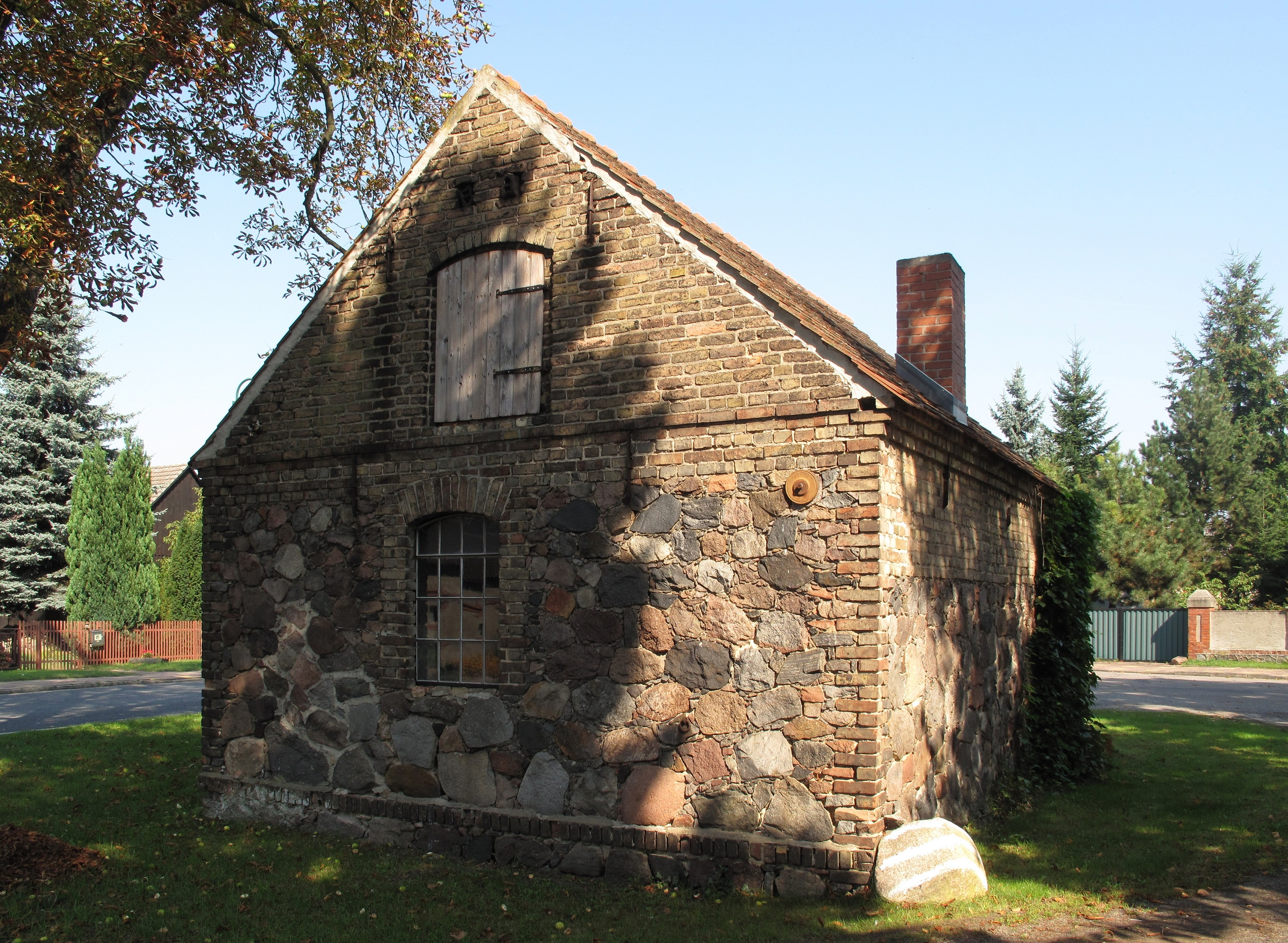
Dorfschmiede

### Bodendenkmale
- Nr. 90796 Flur 1: eine Siedlung der Bronzezeit
- Nr. 90797 Flur 1: Dorfkern Neuzeit, Dorfkern deutsches Mittelalter
- Nr. 90798 Flur 1: Siedlung Bronzezeit, Siedlung Steinzeit

## Freizeit und Tourismus
Sehr aktiv ist die 1929 gegründete Feuerwehr in Mittweide. Schon traditionell wird in Mittweide Fastnacht gefeiert. Der Landfrauenverein Oder-Spree e. V. hat eine Ortsgruppe Ranzig-Mittweide.

## Anmerkung
1. ↑  Bereits Houwald merkt an, dass in der Besitzgeschichte von Mittweide keine Familie Kottwitz auftaucht, das heißt diese Nennung ist ein Irrtum.